# Kajagum
A kajagum (hangul: 가야금, handzsa: 伽倻琴, RR: gayageum) a citerához hasonló koreai pengetős hangszer. Tizenkét selyemhúrral rendelkezik, melyeket ugyanennyi mozgatható húrláb támaszt alá. Hagyományosan két fajtája van, az egyik az udvari zenében, a másik a népzenében használatos, a modern korban azonban egy harmadik, modern darabok játszásához alkalmas fajtája is kialakult. Korea nemzeti hangszereként tartják számon.

## Története
A kajagum (gayageum) nevének jelentése „Kaja (Gaya) húros hangszere”. Kaja (Gaya) egy államszövetség volt 42–562 között a mai Koreai-félsziget déli részén, mely később a Silla királyság részévé vált. A Szamguk szagi (Samguk sagi) szerint a kajagum (gayageum) Kasil (가실, Gasil) király találmánya, aki megbízta az udvari zeneszerzőjét, Urukot (우륵, Ureukot) azzal, hogy írjon a hangszerre tizenkét művet. Amikor Silla bekebelezte az államot, Uruk (Ureuk) az udvarnál keresett menedéket, és a sillai király három növendéket adott mellé, akik később öt sillai művet komponáltak kajagum (gayageum)ra. Régészeti leletekből azonban bizonyos, hogy a hangszer már jóval korábban létezett a Koreai-félszigeten. Egy kvangdzsui (gwangjui) ásatáson talált leletet tanúsága szerint akár már időszámításunk előtt az 1. században is jelen lehetett.

## Jellemzői

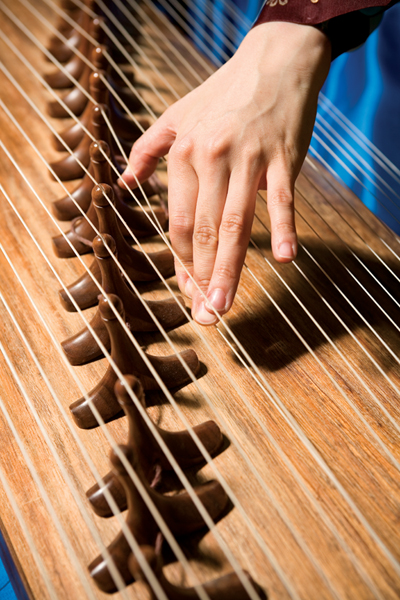
Kajagum (Gayageum) közelről – a bal kéz technikája

A hangszertest az ajakosvirágúak rendjén belül a Paulownia nemzetségbe tartozó fa, a császárfa anyagából készül. Körülbelül 160 centiméter hosszú és 30 centiméter széles. A hangszerjátékos a földön ül törökülésben, a kajagum (gayageum)ot a jobb térdére támasztja, míg a hangszer vége a földön fekszik. Jobb kézzel pengetik, a hüvelyk-, mutató- és középső ujjal, a húrlábaktól jobbra eső részen, míg a bal kézzel a zenész lenyomja vagy meghúzza a húrokat. Más hasonló húros hangszerekkel, például a kínai kucseng (guzheng)gel vagy a japán kotóval ellentétben a kajagum (gayageum)on puszta kézzel, pengető nélkül játszanak, ezzel pedig széles vibratotartományt érnek el.

## Típusai
A két fő változata a phungnju (pungnyu) (풍류) kajagum (gayageum) vagy más néven popkum (beopgeum) (법금), melyet az udvari zenében használtak, valamint a szandzso (sanjo) (산조) kajagum (gayageum), mely többek között a „népies” szandzso (sanjo) zene kísérője. Létezik egy harmadik fajtájta is, az úgynevezett „javított kajagum (gayageum)” (개량 가야금, kerjang kajagum (gaeryang gayageum)), mely akár 13, 17, 18, 21, 22 vagy 25 húros is lehet, és a húrok fémből, műanyagból is készülhetnek.